# 사에이마
사에이마(라트비아어: Saeima)는 라트비아의 입법부이다.

## 사진

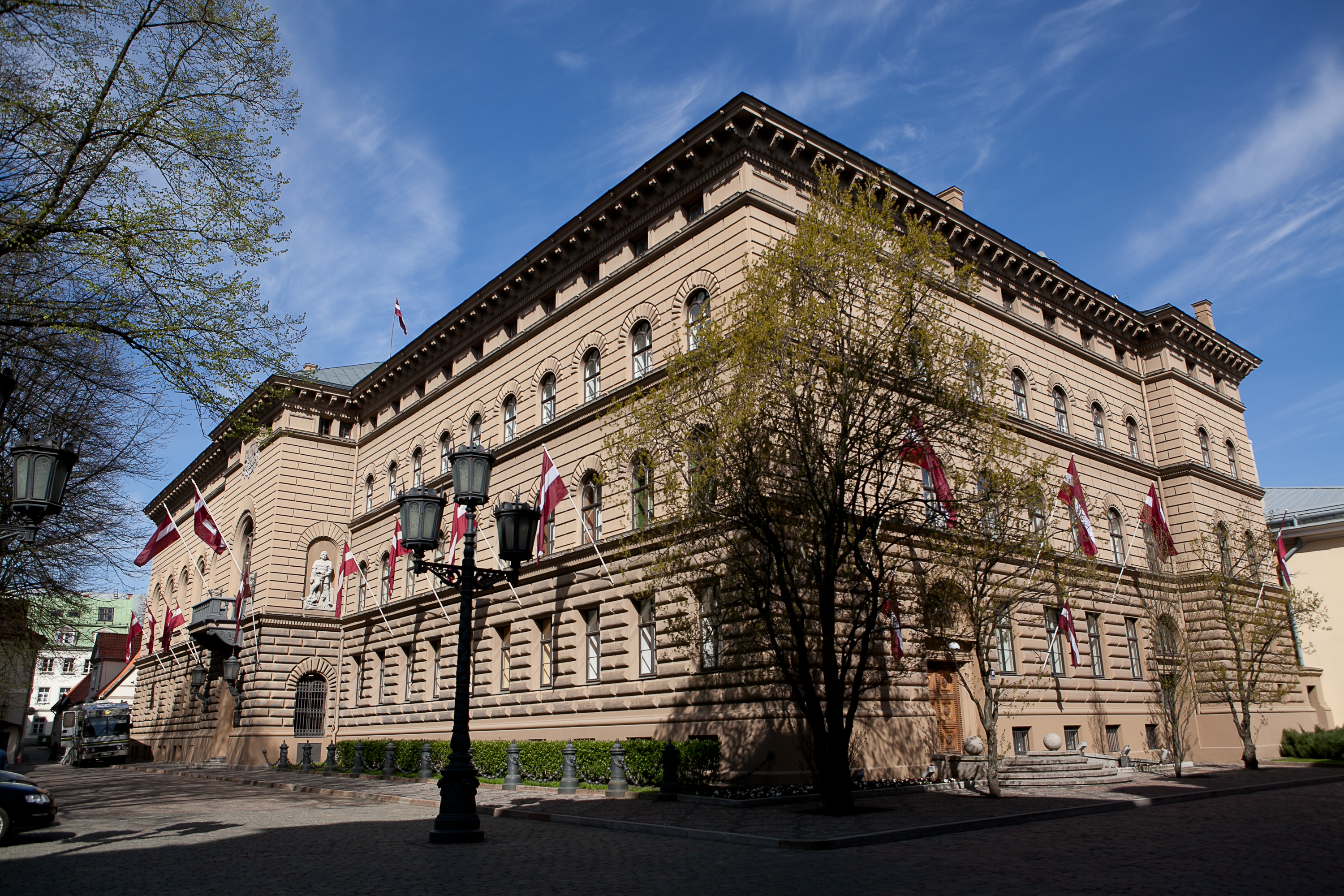
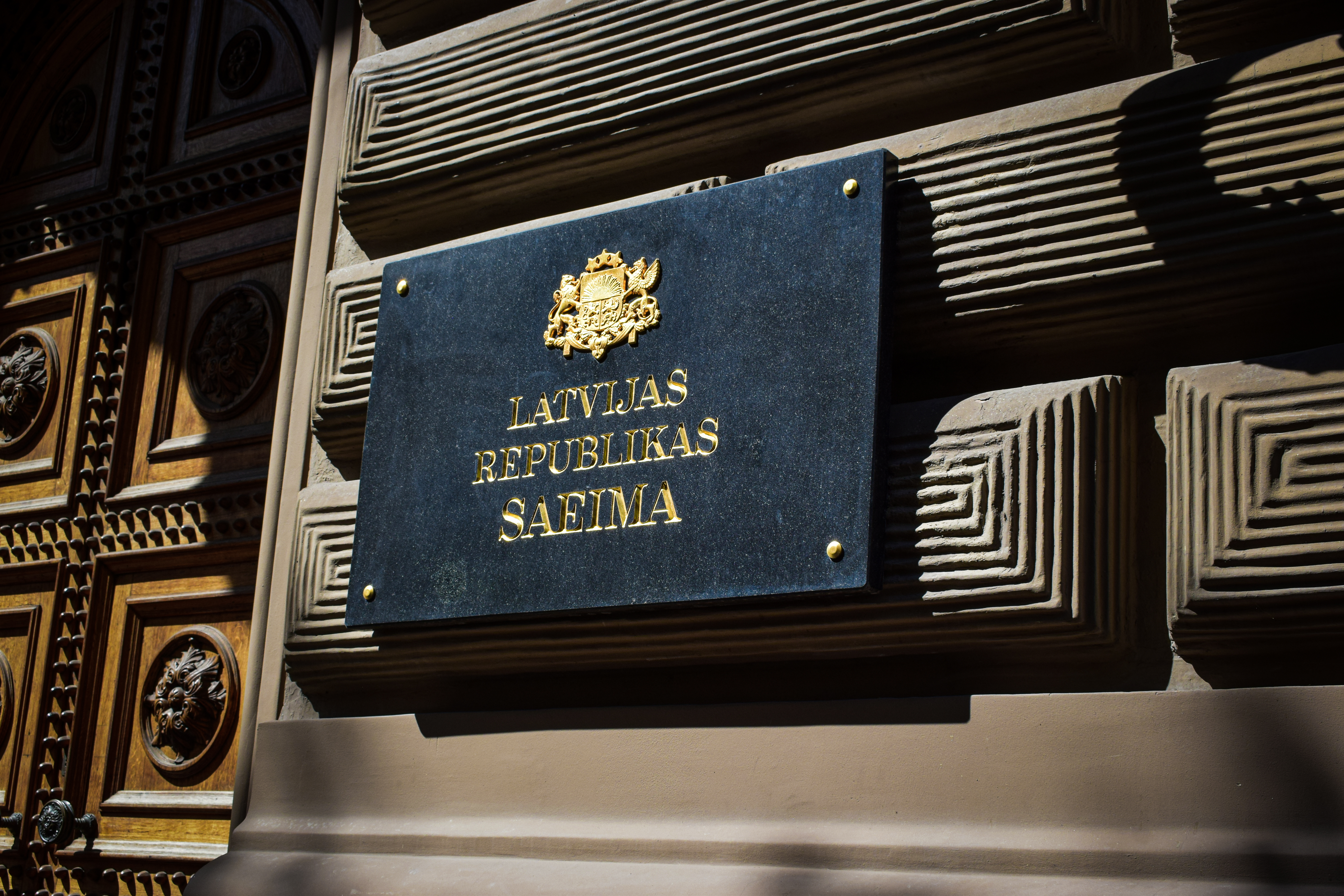
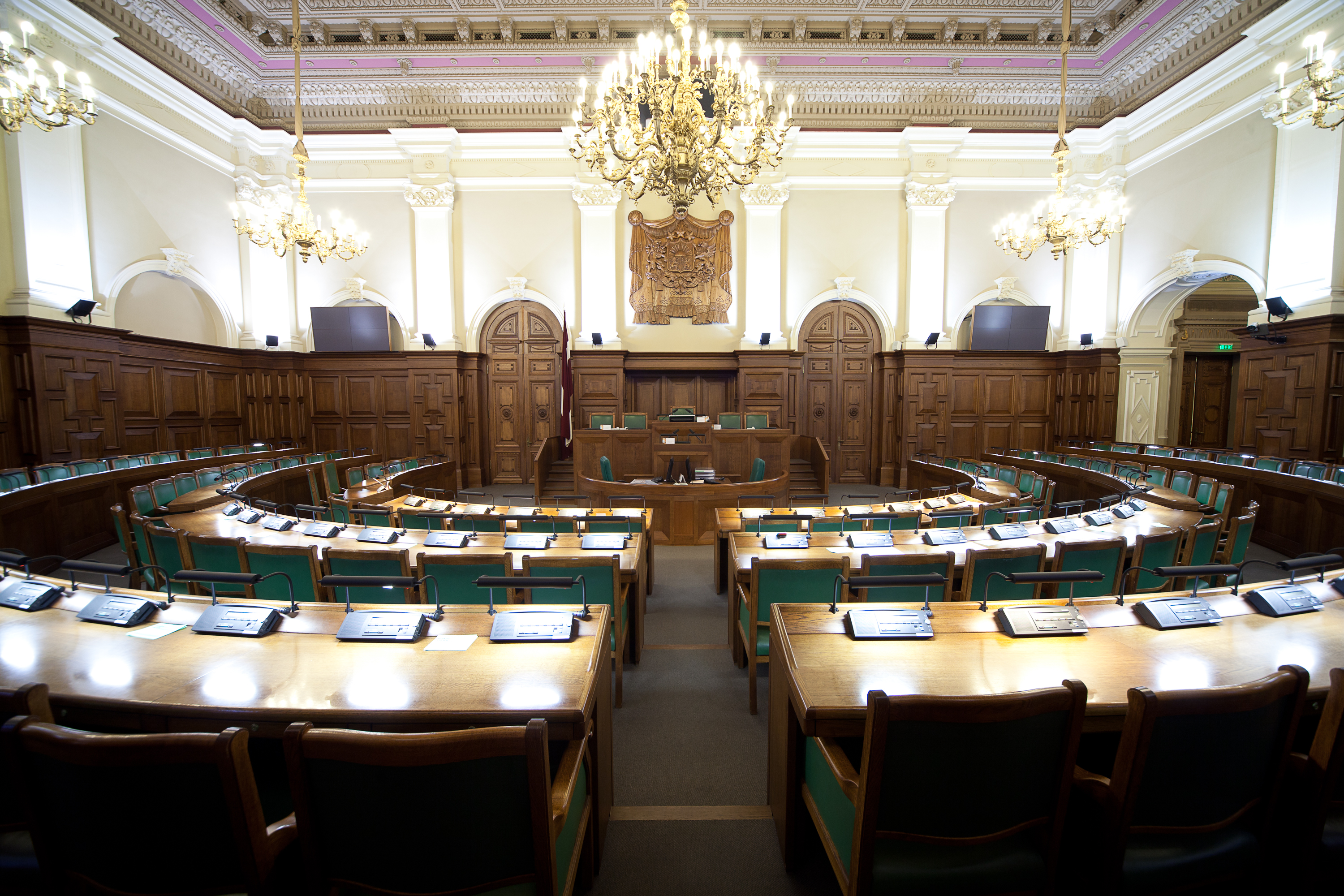